# Anna Maria Artoni

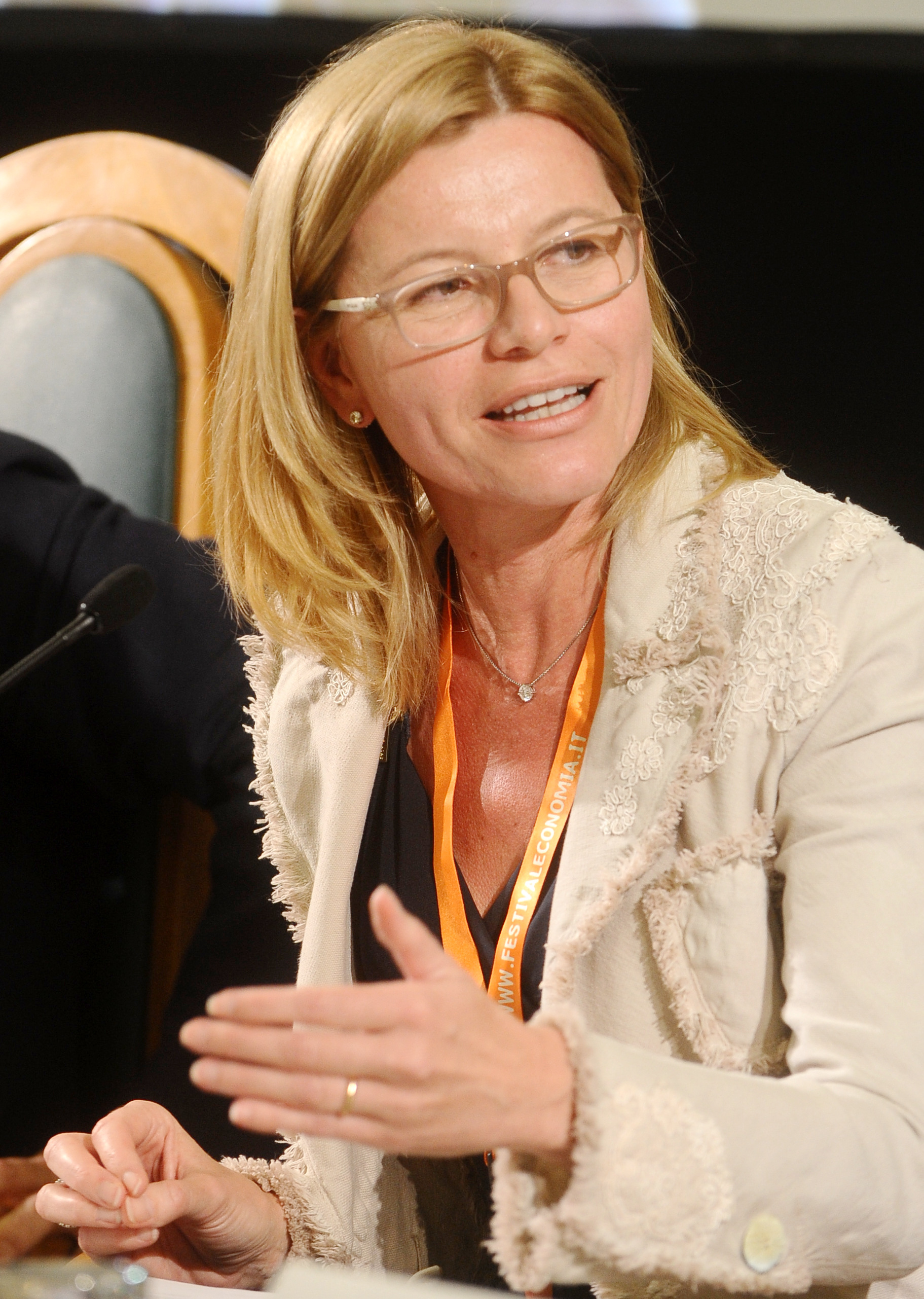
Anna Maria Artoni al Festival dell'Economia di Trento nel 2014

Anna Maria Artoni (Guastalla, 1967) è un'imprenditrice italiana, amministratore delegato di Artoni Trasporti S.p.A. dal 2012 all'estate 2017 e amministratore unico di Artoni Group sino all'ottobre 2017, quando ne viene dichiarato lo stato d'insolvenza dal Tribunale di Reggio Emilia..

## Biografia
Figlia unica e diploma di ragioneria, sceglie di non andare all'università ed entra subito, nel 1986, nell'azienda di famiglia, fondata nel 1933 dal nonno Paride per la distribuzione di derrate alimentari con cinque strisce rosse come marchio e sviluppata dal padre Luigi che si separa dai tre fratelli e diventa titolare dell'azienda.
Nella primavera del 2002 viene eletta presidente nazionale dei Giovani imprenditori di Confindustria. Occupa quell'incarico sino al 2005 promuovendo proprio quell'anno, insieme a Enrico Letta, all'epoca politico della Margherita, un seminario dei giovani trentenni e quarantenni che diventerà un appuntamento fisso per gli under 40. In seguito viene eletta presidente degli industriali dell'Emilia-Romagna.
Nel 2008 le è offerta da Walter Veltroni la candidatura nelle liste del Pd ma lei rifiuta confessando di non averci dormito la notte.
Nel 2012 diventa amministratore delegato di Artoni Trasporti S.p.A., sostituendo Giuseppe Bottini. L'azienda ha già qualche sofferenza; nel 2002 ha rilevato Frigomar, terminalista portuale con magazzini refrigerati nel porto di Trieste; nel 2004 è fondata la Artoni Logistica con una sessantina di centri operativi sparsi in Italia e in Europa; la strategia di adottare un nuovo sistema informatico, ricorrendo ad un software che non ha mai dato i risultati sperati, pesa negativamente sul bilancio aziendale, che nel 2015 ha un fatturato consolidato di 210 milioni di euro con 632 dipendenti. Nel 2017 i rami d'azienda della Artoni Trasporti sono dati in affitto alla Fercam di Bolzano, nell'autunno 2017 Anna Maria Artoni è costretta a chiedere il concordato per il gruppo.

## Altri incarichi
Fa (o ha fatto) parte dei consigli d'amministrazione di Saipem, Pirelli & C., Linkiesta, Gruppo MutuiOnline e Italmobiliare.

## Vita privata
Si è sposata con rito civile a Guastalla nel settembre 2012 con Paolo Saccani (detto Pilo), dirigente dell'azienda; i due si conoscono sin da bambini.